# Exetastes nematura
Exetastes nematura là một loài tò vò trong họ Ichneumonidae.